# Ашму-нікал

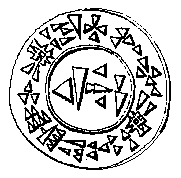

Ашму-нікал або Ашму-Ніккал була царицею Хетського царства.

## Біографія
Ашму-Ніккал народилася принцесою, дочкою хеттського великого царя Тудхалії II (також званого Тудхалією I/II) і цариці Ніккал-маті. Вона вийшла заміж за чоловіка на ім'я Арнуванда, який став спадкоємцем, співправителем і можливим наступником Тудхалії II. Природа стосунків між Ашму-Ніккал та її чоловіком Арнувандою довго була суперечливою, оскільки обидва описані як діти Тудхалії II на відповідних печатках, нібито маючи на увазі, що вони були братами і сестрами або принаймні зведеними братами і сестрами. Це, однак, було чітко заборонено хеттським звичаєм і законом, і тепер загальновизнано, що в той час, як Ашму-Ніккал справді була дочкою Тудхалії II, Арнуванда був лише його зятем і, можливо, прийомним сином, оскільки антиантний чоловік дочки, прийнятний спадкоємець за відсутності сина.
У Ашму-Ніккал та Арнуванди I було кілька синів: Ашмі-Шаррума, Манніні, Паріяватра, Кантуццілі, Тулпі-Тешшуб і майбутній цар Тудхалія III. Через свого сина Тудхалію III вона була бабусею Тудхалії Молодшого та Хенті, дружини Суппілуліуми I.
Ашму-Ніккал, велика цариця Хатті, здається, брала активну участь в правлінні свого чоловіка Арнуванди I, і згадується разом з ним в адміністративних документах і присягах. Разом з Арнувандою вона підносила молитви до богів, щоб вони полегшили вторгнення Касків в північні частини Хеттського царства. Деякі інструкції та укази, наприклад ті, що стосуються прав і повноважень «охоронців мавзолею», були видані лише від імені цариці. Можливо, Ашму-Ніккал пережила свого чоловіка.

## Галерея

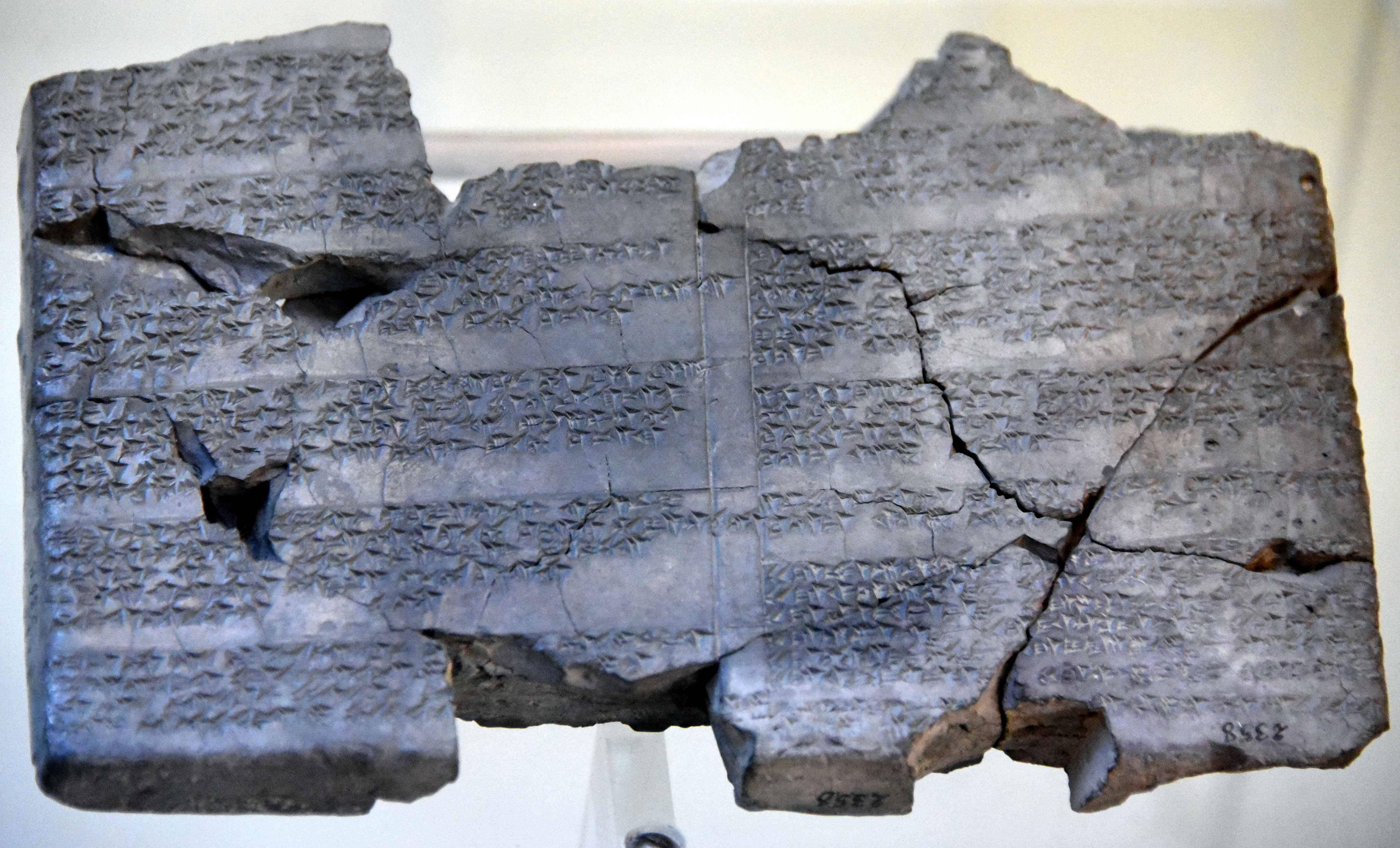
Молитви Арнуванди та Ашму-Ніккал, 14 століття до нашої ери, з Хаттуси, Археологічний музей Стамбула
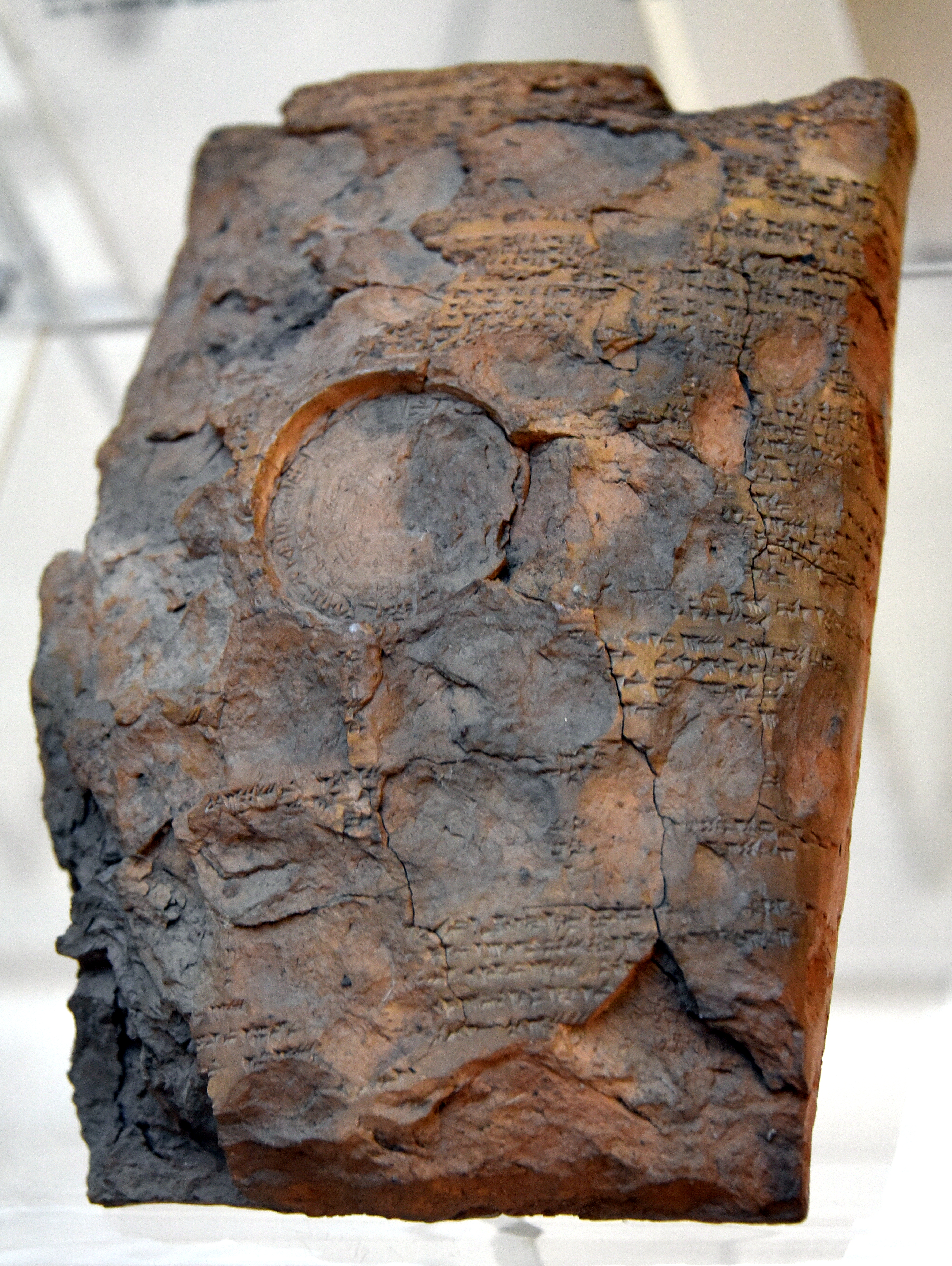
Подарунки Арнуванди та Ашму-Ніккал, 14 століття до нашої ери, з Хаттуси, Археологічний музей Стамбула